# Bonner County
Bonner County is een county in de Amerikaanse staat Idaho.
De county heeft een landoppervlakte van 4.501 km² en telt 36.835 inwoners (volkstelling 2000). De hoofdplaats is Sandpoint.

## Geschiedenis
Bonner County werd gevormd op 21 februari 1907 als afsplitsing van Kootenai County. De county is genoemd naar Edwin Bonner, die in 1864 een veerdienst over de rivier de Kootenai opzette. De ook naar hem genoemde plaats Bonners Ferry is nu de hoofdstad van de noordelijkste county van Idaho, Boundary County, dat in 1915 werd afgesplitst van Bonner County.

## Geografie

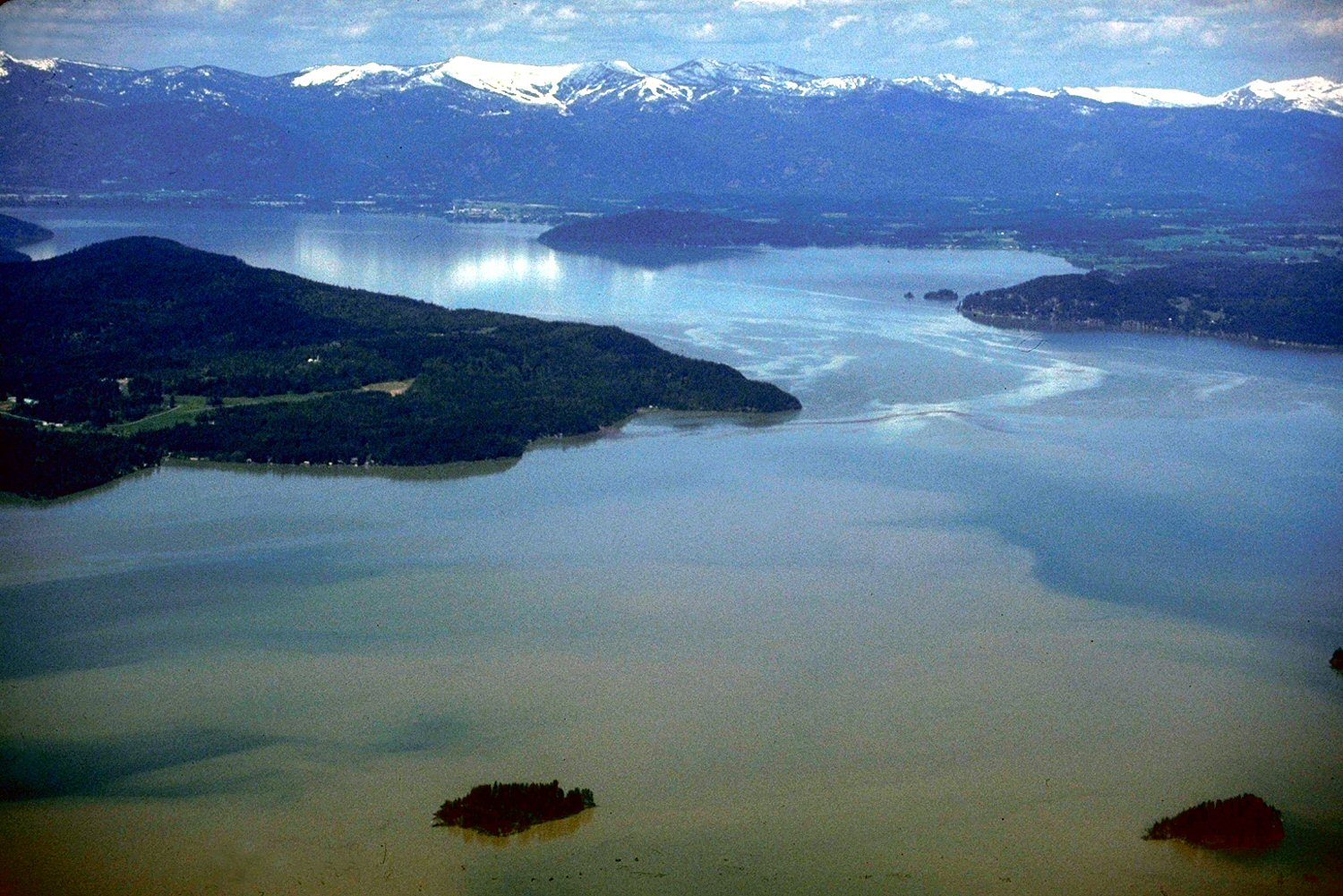
Lake Pend Oreille

Lake Pend Oreille, een van de diepste meren van de V.S., ligt vrijwel geheel in Bonner County; alleen het zuiden behoort tot Kootenai County.